# Ellie Goulding
Pour les articles homonymes, voir Goulding.
Elena Jane Goulding, dite Ellie Goulding, est une auteure-compositrice-interprète britannique, née le 30 décembre 1986 à Hereford, Midlands de l'Ouest, en Angleterre, aux Royaume-Uni.
Ellie Goulding devient célèbre après avoir gagné le Critics Choice Award aux BRIT 2010 sur la chaine BBC en 2010. Après avoir signé avec Polydor Records en 2009, Ellie Goulding sort son premier album studio, Lights, en 2010. En France, elle est surtout connue pour son single Starry Eyed. Ce titre a connu un énorme succès sur Internet, particulièrement sur YouTube, et a été le plus remixé après le titre de Kesha Tik Tok. Ellie Goulding fait deux featurings avec l'Écossais Calvin Harris avec I Need Your Love en 2013 et Outside en 2014. En 2013, sa chanson Mirror est présente dans la bande originale d'Hunger Games : L'Embrasement ainsi que Beating Heart pour Divergente début 2014. En 2015, Ellie Goulding interprète aussi la chanson Love Me Like You Do pour le film Cinquante nuances de Grey.

## Biographie

### Enfance
Elena ''Ellie'' Jane Goulding est née le 30 décembre 1986 à Hereford, Midlands de l'Ouest, en Angleterre, aux Royaume-uni.
Ses parents sont Arthur et Tracey Goulding (née Clark) et Ellie Goulding est la deuxième de quatre enfants, dont un grand frère et deux petites sœurs. 
Elle étudie à l'école Lady Hawkins School à Kingston dans la région des Midlands de l'Ouest et au collège Hereford Sixth Form College, puis à l'université du Kent, où on lui propose de prendre une année sabbatique pour pouvoir poursuivre sa carrière.
Elle commence à jouer de la clarinette et de la guitare et écrit sa propre musique pop à l'âge de neuf ans. En étudiant le théâtre à l'université et en étant exposée à la musique électronique, elle développe son style avec l'aide de Frankmusik sur la chanson Wish I Stayed, et plus tard avec Starsmith, qui devient son collaborateur en chef et le producteur principal de son premier album, Lights. Tout cela fait en sorte qu'elle quitte l'université après deux ans d'études, grâce à un arrangement avec ses tuteurs, puis déménage à West London.

### Vie privée
Elle est en couple avec l'animateur de télévision et de radio Greg James de 2009 à 2011 : une relation qui l'inspire pour son deuxième album, Halcyon. Après avoir fréquenté le compositeur américain Skrillex de février à octobre 2012, Ellie Goulding a fréquenté Ed Sheeran d'août à septembre 2013,. Ellie Goulding a été en couple avec Dougie Poynter de fin 2013 à février 2016.
Ellie Goulding compte parmi les amis du prince Harry, qui l'a invitée à son mariage avec Meghan Markle, le 19 mai 2018.
En 2017, Ellie Goulding entame une relation avec le marchand d'art Caspar Jopling. Ils se sont mariés à la cathédrale d'York, le 31 août 2019.  Mais le couple annonce sa séparation en 2024.
Le 23 février 2021, Ellie Goulding annonce dans une interview pour le magazine Vogue être enceinte de son premier enfant. Le 2 mai 2021, son époux Caspar Jopling annonce qu’Ellie Goulding a donné naissance à leur premier enfant, un garçon prénommé Arthur Ever Winter Jopling.

## Carrière musicale

### Début de carrière

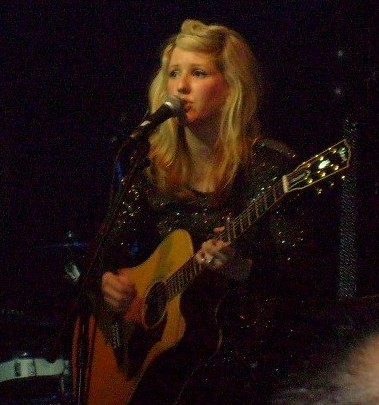
Ellie Goulding en 2009.

En signant avec Polydor Records en septembre 2009, son premier single Under the Sheets sort sous l'étiquette indépendante Neon Gold Records plutôt que Polydor pour éviter de lui mettre trop de pression. Ellie Goulding fait sa première à BBC Radio 1 le 30 septembre 2009 et la chanson a depuis obtenu une bonne diffusion. Ellie Goulding sort de façon digitale au Royaume-Uni le 15 novembre 2009 et atteint la cinquante-troisième position sur le UK Singles Chart. En octobre 2009, Ellie Goulding fait une tournée au Royaume-Uni en première partie de Little Boots et le 30 octobre 2009, elle chante Under the Sheets et Guns and Horses comme invitée à Later… avec Jools Holland. Wish I'd Stayed est le single de la semaine sur le UK iTunes Store du 22 au 28 décembre 2009 et Ellie fait les voix pour le remix de Starsmith de la chanson Sleepyhead de Passion Pit.

### LightsetBright Lights

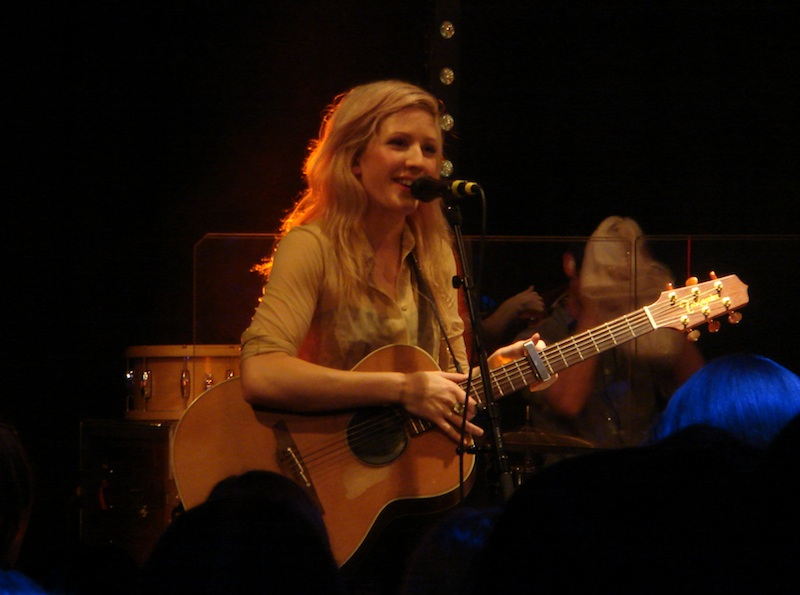
Ellie Goulding à Amsterdam en 2010.

Avant la sortie de son premier album studio, Ellie Goulding gagne le BBC Sound of 2010, qui montre aux critiques, aux diffuseurs et aux membres de l'industrie de la musique leurs premiers choix pour les stars montantes de l'année suivante. Ellie Goulding gagne aussi le Critics' Choice Award aux Brit Awards 2010 ce qui en fait la deuxième artiste à gagner les deux prix dans la même année.
L'album Lights sort en mars 2010, atteignant la première place dans le UK Albums Chart et la douzième place dans le Irish Albums Chart,,. Ses singles, Starry Eyed, Guns and Horses et The Writer, atteignent respectivement les quatrième, vingt-sixième et dix-neuvième places. En août 2010, Ellie Goulding sort un deuxième extended play, Run Into the Light, une version remixée de Lights. L'album est supporté[Quoi ?] par Nike et sort sous le label Polydor comme bande sonore pour les coureurs, dans l'effort de rendre la musique de Goulding appréciée par la subculture nationale de course.

En novembre 2010, Lights ressort sous le nom de Bright Lights, avec six nouvelles pistes. Originellement annoncé comme le single phare de Bright Lights, ce serait la nouvelle version de sa chanson Lights avec une date de sortie prévue pour le 1er novembre 2010. Toutefois, c'est abandonné pour permettre à sa reprise de Your Song, originellement chantée par Elton John, de sortir en même temps que la publicité de Noël 2010 de John Lewis au Royaume-Uni. Ce single devient le single de Goulding ayant atteint le plus haut sommet aux palmarès pour le moment, atteignant le numéro deux dans le UK Singles Chart. Ellie Goulding la chantera même à l'occasion du mariage du Prince William et de Catherine Middleton, le 29 avril 2011. La chanson se classe aussi dans les palmarès de certains pays européens au début de l'année 2011. Ellie Goulding accompagne aussi le générique du film L'amour dure trois ans de Frédéric Beigbeder, sorti en 2012.

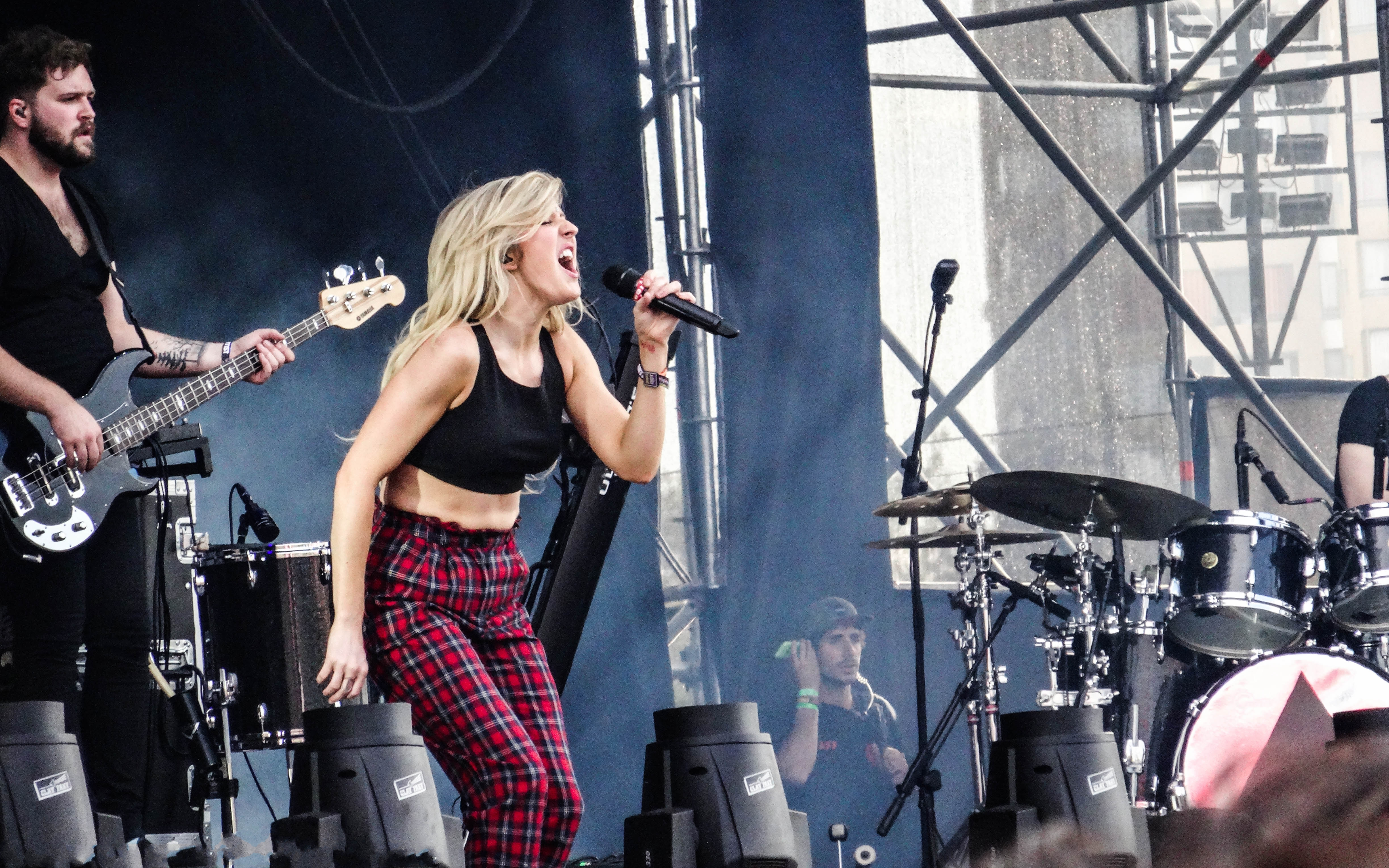
Ellie Goulding à Lollapalooza au Chili, en avril 2013.

Ellie Goulding fait une tournée pour promouvoir Lights et fait également les premières parties de Passion Pit en mars 2010 et de Manel Ali Youcefi durant sa tournée britannique en mai 2010. Durant l'été, Ellie Goulding se produit dans plusieurs festivals. Le 29 mai 2010, Ellie Goulding est au Dot to Dot Festival à Bristol et le 25 juin au 40e festival annuel de Glastonbury sur la scène John Peel. Son troisième EP est un enregistrement en live d'une partie de son concert au iTunes Festival 2010. Le concert complet sort plus tard en faisant partie de la version iTunes de Bright Lights. Ellie Goulding fait son début à T in the Park le 11 juillet. Ellie Goulding chante à l'Aréna Nissan Juke au V Festival 2010 à la fin août. En septembre, Ellie Goulding fait partie du Bestival 2010 à l'Île de Wight. En support à son album en Europe, Ellie Goulding se produit lors du premier jour du Pukkelpop 2010 en Belgique, au Open'er Festival en Pologne et au Festival international de Benicàssim en Espagne. Une piste de Lights, Everytime You Go, apparaît dans Vampire Diaries, lors de l'épisode Founder's Day, alors que Your Biggest Mistake apparaît dans un épisode de Les Boloss : Loser attitude. On peut entendre son titre You, My Everything dans l'épisode 2 de la dernière saison de Skins, Le pari d'Effy. Ellie Goulding commence une tournée aux États-Unis et au Canada en février 2011 pour coïncider avec la sortie de la version américaine de son album Lights. Ellie Goulding joue aussi au festival Coachella. En 2013, elle fait la première partie des concerts de Bruno Mars. Sa chanson Mirror apparaît dans la bande originale de Hunger Games : L'Embrasement.

## Discographie
La discographie d'Ellie Goulding se compose de 5 albums studio, 4 EPs et de 7 singles.
- 2010 : Lights
- 2012 : Halcyon
- 2015 : Delirium
- 2020 : Brightest Blue
- 2023 : Higher Than Heaven (en)

## Distinctions
| Année | Cérémonie ou récompense                          | Travail récompensé       | Prix                                                 | Résultat   |
| 2010  | BBC Sound of…                                    | Ellie Goulding           | Sound of 2010                                        | lauréate   |
| 2010  | Brit Awards                                      | Ellie Goulding           | Choix des critiques                                  | lauréate   |
| 2010  | Q Awards                                         | Ellie Goulding           | Meilleure artiste féminine                           | nomination |
| 2010  | Q Awards                                         | Ellie Goulding           | Meilleur nouvel artiste                              | nomination |
| 2010  | MTV Europe Music Awards                          | Ellie Goulding           | Meilleure artiste Royaume-Uni et Irlande             | nomination |
| 2010  | MP3 Music Awards 2010                            | Ellie Goulding           | Meilleur nouvel artiste                              | nomination |
| 2010  | BT Digital Music Awards                          | Ellie Goulding           | Meilleure artiste féminine                           | nomination |
| 2010  | UK Festival Awards                               | Ellie Goulding           | Meilleur nouvel artiste                              | nomination |
| 2010  | Virgin Media Music Awards                        | Ellie Goulding           | Meilleur nouvel artiste                              | nomination |
| 2010  | Virgin Media Music Awards                        | Lights                   | Meilleur album                                       | nomination |
| 2011  | Brit Awards                                      | Ellie Goulding           | Meilleure artiste britannique                        | nomination |
| 2011  | Brit Awards                                      | Ellie Goulding           | Meilleur nouvel artiste britannique                  | nomination |
| 2011  | Glamour Magazine Awards                          | Ellie Goulding           | prix Pandora du nouvel artiste de l'année 2011       | lauréate   |
| 2012  | Teen Choice Awards                               | Ellie Goulding           | Choix du meilleur nouvel artiste                     | nomination |
| 2012  | O Music Awards                                   | Lights                   | Videoclip le plus innovant                           | nomination |
| 2013  | Billboard Music Awards                           | Lights                   | Meilleure chanson en diffusion audio                 | nomination |
| 2013  | Billboard Music Awards                           | Lights                   | Chanson POP de l'année                               | nomination |
| 2013  | Billboard Music Awards                           | Ellie Goulding           | Artiste POP de l'année                               | nomination |
| 2013  | Cosmopolitan's Ultimate Women Of The Year Awards | Ellie Goulding           | Célébrité ultime du monde de la musique              | lauréate   |
| 2013  | JIMTV Jimmie Awards                              | Ellie Goulding           | Meilleur nouvel artiste                              | nomination |
| 2013  | MTV Video Music Awards                           | I Need Your Love         | Meilleure collaboration                              | nomination |
| 2013  | MTV Video Music Awards                           | I Need Your Love         | Meilleure chanson de l'été                           | nomination |
| 2013  | VEVOCertified Awards                             | I Need Your Love         | 100 000 000 Lectures                                 | lauréate   |
| 2013  | VEVOCertified Awards                             | Burn                     | 100 000 000 Lectures                                 | lauréate   |
| 2014  | Billboard Music Awards                           | Ellie Goulding           | prix Milestone                                       | nomination |
| 2014  | Brit Awards                                      | Ellie Goulding           | Meilleure artiste féminine solo de l'année           | lauréate   |
| 2014  | Brit Awards                                      | Burn                     | Single britannique de l'année                        | nomination |
| 2014  | Brit Awards                                      | Burn                     | Vidéoclip de l'année                                 | nomination |
| 2014  | Brit Awards                                      | I Need Your Love         | Single britannique de l'année                        | nomination |
| 2014  | Brit Awards                                      | I Need Your Love         | Vidéo britannique                                    | nomination |
| 2014  | JIMTV Jimmie Awards                              | Ellie Goulding           | Meilleure artiste féminine internationale de l'année | lauréate   |
| 2014  | World Music Awards                               | Ellie Goulding           | Meilleure artiste féminine mondiale                  | nomination |
| 2014  | World Music Awards                               | Ellie Goulding           | Meilleure prestation scénique mondiale               | nomination |
| 2014  | World Music Awards                               | Ellie Goulding           | Meilleur divertissement scénique mondial             | nomination |
| 2014  | World Music Awards                               | Burn                     | Meilleure chanson internationale                     | nomination |
| 2014  | World Music Awards                               | Burn                     | Meilleur vidéoclip international                     | nomination |
| 2014  | World Music Awards                               | How Long Will I Love You | Meilleure chanson internationale                     | nomination |
| 2014  | World Music Awards                               | How Long Will I Love You | Meilleur vidéoclip international                     | nomination |
| 2014  | World Music Awards                               | I Need Your Love         | Meilleure chanson internationale                     | nomination |
| 2014  | World Music Awards                               | I Need Your Love         | Meilleur vidéoclip international                     | nomination |
| 2014  | World Music Awards                               | Halcyon                  | Meilleur album international                         | nomination |
| 2015  | Teen Choice Awards                               | Love Me like You Do      | Choix Musical : Chanson de télévision ou de film     | nomination |
| 2015  | MTV Video Music Awards                           | Love Me like You Do      | Vidéoclip féminin                                    | nomination |
| 2015  | NRJ Music Awards                                 | Ellie Goulding           | Révélation internationale de l'année                 | lauréate   |
| ----- | ------------------------------------------------ | ------------------------ | ---------------------------------------------------- | ---------- |